# 邓迪
邓迪（英語：Dundee，i/dʌnˈdiː/；蘇格蘭蓋爾語： 或 Dùn Dèagh，[ˈt̪uːn tʲeː]）是英國苏格兰东部北海沿岸泰河入海口城市。正式名称为邓迪市（City of Dundee），是苏格兰行政区划里的32个议会区之一。该市占地面积约60平方公里，人口148,710（2017年中期预测），是在格拉斯哥、爱丁堡和阿伯丁之后苏格兰的第四大城市。邓迪市的年平均日照时间是1523小时，是苏格兰日照最充足的城市之一，这在阴雨天频繁的不列颠岛上尤为难得。邓迪市还拥有两所大学——邓迪大学和亚伯泰大学，两支职业足球俱乐部——邓迪足球俱乐部和邓迪联足球俱乐部。
邓迪在历史上曾属安格斯，在12世纪后期发展成为一个临海城镇，并成为苏格兰东海岸的重要贸易港口。中世纪时期，它曾多次受到战火的摧残。随着工业革命的到来，邓迪在19世纪成为了全球黄麻工业中心。连同其它相关有影响力的产业，人们把邓迪称为“黄麻，果酱和新闻”之城。
因为历史上众多的发明发现（如邮票）以及知名的“發現號”南极探险，邓迪在20世纪后被称为“发现之城”（City of Discovery）。城市的推广口号是“一个城市，许多发现”（One City, Many Discoveries）。
如今，随着传统产业的逐渐衰弱，邓迪市正大力发展生命科学研究、高等教育、高新科技产业、电子游戏产业、通讯业和旅游业等现代产业。2014年，邓迪市因其在医学研究、漫画、电子游戏等多个领域对世界的重大贡献而被联合国教科文组织授予“设计之城”称号。它是英国第一个获此殊荣的城市。邓迪市被GQ杂志评为2015年“英国最酷的小城”，入选《华尔街日报》2018年“全球热门旅游目的地”第5位。
由日本著名建筑大师隈研吾负责设计，耗资近8000万英镑（约7.66億港幣）的维多利亚和阿尔伯特博物馆邓迪画廊分馆于2018年9月15日对外开放。

## 历史
“邓迪”这个地名的语源至今没有定论。古英语文献中出现过“Donde”（1177年）、“Dunde”（1199年）以及“Dundoo”（1200年）的表记。从现代苏格兰盖尔语的表记“Dùn Dè”来分析，前半部分“Dùn”是一个重要的地名构词成分，意为“堡垒”。而这个词缀在凯尔特语族中的盖尔语、布立吞语和皮克特语中也很常见。后半部分“Dè”的来源则不甚明显。目前的语言学界有三种主流说法：一种可能性是它来自盖尔语的“Dèagh”，意为“火”。现代苏格兰盖尔语也用“Dùn Dèagh”表记该地名。还有一种假说认为它与泰河（Tay）的名称同源。从一位苏格兰地图学者（约1583-1596年）的地图中可以看到“Duntay”的表记。按此说法，“邓迪”可以解释为”泰河边上的堡垒“。最后一种假说认为，该名称来源于一位名为“Daigh”的地方统治者。
民间语源则认为该镇原名“Alectum”，第八代亨廷顿伯爵大卫从“圣地”归来，将这里改名为“Dei Donum”（来自上帝的礼物）。这种说法可能受到了罗马-不列颠文化的影响。

### 石器时代
邓迪在中石器时代就有早期人类定居的迹象。1879年，考古学者在邓迪港口附近出土了一个贝冢，在里面发现了一些可以追溯到中石器时代的燧石、木炭和石斧。
在该市西北端，考古学家还发现了一条古石碑道，附近有环状列石遗迹和数个坟冢。这些遗迹都有不同程度的破坏痕迹，如今已经被保护了起来。据称，它们可以追溯到新石器时代晚期至青铜时代早期。

### 王权时代
邓迪作为一个主要城镇的历史可以追溯到12世纪末期。当时，苏格兰国王威廉一世将邓迪及附近领地授予了他的弟弟大卫王子（第八代亨廷顿伯爵）。大卫将邓迪建设成了一个贸易中心，推动了这个海港城市的快速发展和繁荣。
在苏格兰第一次独立战争期间，邓迪被英格兰军队占领数年。1306年，罗伯特·布鲁斯成为了苏格兰国王，并于1312年初率军重新夺回了邓迪。
1542年，苏格兰国王詹姆斯五世去世，仅有六天大的玛丽一世继承王位。英格兰国王亨利八世意图破坏苏格兰与法国的老同盟关系，并试图通过武力手段为其子爱德华六世迎娶玛丽，从而继承苏格兰王位。1547年，邓迪被英格兰占领。一年后，该城被苏格兰与法国联军夺回，但已经受到了英格兰军队的严重破坏。
1642年，以查理一世为代表的保皇派宣布讨伐国会，英国内战爆发。1645年，邓迪被保皇派的蒙特罗斯侯爵第五代蒙特罗斯伯爵詹姆斯·格雷厄姆围困。1651年，奥利弗·克伦威尔的手下乔治·蒙克率领议会派军队袭击了邓迪，并将该城洗劫一空，甚至杀害了许多居民。

### 大英帝国时代
1688年，英国发生光荣革命，信奉旧教的斯图亚特王朝君主詹姆斯二世被罢黜。苏格兰的一些贵族为了维护传统的氏族制度，迫切希望詹姆斯二世重归王位。1689年，第一代邓迪子爵约翰·格雷厄姆在邓迪附近树立了斯图亚特王朝旗帜，该镇成为了詹姆斯党的重要据点。从1715年开始，詹姆斯党在邓迪连续起事。1716年1月6日，詹姆斯党人在珀斯的斯康宫拥戴詹姆斯三世和八世（老僭王）登基为王。几天后，“国王”公开访问了邓迪。苏格兰的大多数民众，包括很多邓迪人，都认为他是合法的国王。

1693年的邓迪

随后，大英帝国迅速崛起，大量扩张海外殖民地。在工业革命时期，邓迪从印度次大陆成批进口植物原料，再加工制成亚麻和黄麻成品出口海外，经济得到了迅速发展。到19世纪末期，邓迪的大多数工人都在黄麻工厂工作。由于黄麻成品需要用鲸油处理，邓迪的捕鲸业和造船业也得到了迅速发展。其中著名的船只包括探险家罗伯特·斯科特1901年乘坐的南极科考船RRS發現號。这艘船被完好地保存了下来，成为了邓迪市的标志。虽然当时邓迪的经济以黄麻产业为主，但它也因小型工业而闻名。其中最有名是“邓迪橘子酱”以及1905年成立的新闻出版公司DC汤姆逊。当时的邓迪被冠以“3个J”和“黄麻、果酱和新闻”（jute, jam & journalism）的绰号。
然而，进入20世纪后，印度的织布工业开始发达，加尔各答的麻织品变得更加廉价。邓迪的工业制品逐步失去了竞争力，大批工人失业，经济开始走下坡路。邓迪的最后一家黄麻加工厂于20世纪70年代关闭。由于石油取代了鲸油，邓迪的捕鲸活动于1912年停止，造船业也于1981年最终停止。

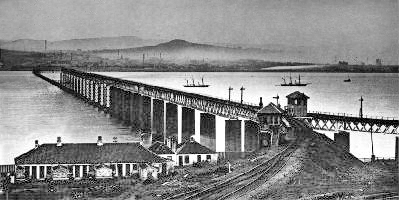
灾难后的泰铁路桥

邓迪曾经发生过被称为英国历史上“最严重的铁路灾难”之一的“泰桥灾难”。1879年12月28日，一场风暴袭击了邓迪，泰铁路桥发生部分坍塌，一列客运列车坠入大海，75人丧生。而当时距离泰铁路桥的正式开通还不到两年。
1906年7月，邓迪市的一处保税仓库着火，后来火势不断扩大，持续了近12个小时。据目击者描述，这场火灾堪比“燃烧的威士忌”。最后火灾造成了当时约450,000英镑的损失，
被称为邓迪历史上最具破坏性的火灾。

## 地理

### 位置
邓迪坐落在苏格兰东海岸的泰湾北岸。在WGS84坐标系统中的地理位置为西经2°58′，北纬56°27′。该市位于爱丁堡的东北偏北58公里处，伦敦的西北偏北580公里处。2007年的地图数据显示，邓迪的城市建成区东西距离约为13公里，南北宽约4公里，大致呈矩形分布，总占地约60平方公里。

### 地质特征
邓迪位于地质构造的背斜处，主要的基岩类型为老红砂岩。由地层火山喷发形成的岩浆岩经过长年累月的风化作用，形成了许多突出的山丘。在该市东部的港口，基岩突出起伏，基本构成包括镁铁质熔岩和凝灰岩。邓迪周围的土地，特别是西部和东部的低洼地带，拥有特别适合耕种的高质肥沃土壤。这些土地属于褐色土壤类型，深处有经过老红砂岩被风化、侵蚀形成的沙子砾石层。

### 气候
与苏格兰低地的其他地区一样，邓迪市在柯本气候分类法中属于海洋性气候。冬季温和湿润，夏天较为凉爽。降水季节分配比较均匀。
| 登地（平均海拔：31米） 1981–2010年 | 登地（平均海拔：31米） 1981–2010年 | 登地（平均海拔：31米） 1981–2010年 | 登地（平均海拔：31米） 1981–2010年 | 登地（平均海拔：31米） 1981–2010年 | 登地（平均海拔：31米） 1981–2010年 | 登地（平均海拔：31米） 1981–2010年 | 登地（平均海拔：31米） 1981–2010年 | 登地（平均海拔：31米） 1981–2010年 | 登地（平均海拔：31米） 1981–2010年 | 登地（平均海拔：31米） 1981–2010年 | 登地（平均海拔：31米） 1981–2010年 | 登地（平均海拔：31米） 1981–2010年 | 登地（平均海拔：31米） 1981–2010年 |
| 月份                               | 1月                                | 2月                                | 3月                                | 4月                                | 5月                                | 6月                                | 7月                                | 8月                                | 9月                                | 10月                               | 11月                               | 12月                               | 全年                               |
| ---------------------------------- | ---------------------------------- | ---------------------------------- | ---------------------------------- | ---------------------------------- | ---------------------------------- | ---------------------------------- | ---------------------------------- | ---------------------------------- | ---------------------------------- | ---------------------------------- | ---------------------------------- | ---------------------------------- | ---------------------------------- |
| 历史最高温 °C（°F）                | 14.6 (58.3)                        | 15.2 (59.4)                        | 21.6 (70.9)                        | 22.9 (73.2)                        | 23.7 (74.7)                        | 27.8 (82.0)                        | 29.3 (84.7)                        | 28.7 (83.7)                        | 25.0 (77.0)                        | 22.8 (73.0)                        | 16.7 (62.1)                        | 14.5 (58.1)                        | 29.3 (84.7)                        |
| 平均高温 °C（°F）                  | 6.4 (43.5)                         | 6.9 (44.4)                         | 9.1 (48.4)                         | 11.5 (52.7)                        | 14.4 (57.9)                        | 17.1 (62.8)                        | 19.3 (66.7)                        | 19.2 (66.6)                        | 16.5 (61.7)                        | 12.7 (54.9)                        | 9.1 (48.4)                         | 6.5 (43.7)                         | 12.4 (54.3)                        |
| 平均低温 °C（°F）                  | 0.7 (33.3)                         | 1.0 (33.8)                         | 2.2 (36.0)                         | 3.9 (39.0)                         | 6.3 (43.3)                         | 9.1 (48.4)                         | 11.0 (51.8)                        | 10.9 (51.6)                        | 8.9 (48.0)                         | 6.1 (43.0)                         | 3.0 (37.4)                         | 0.7 (33.3)                         | 5.3 (41.5)                         |
| 历史最低温 °C（°F）                | −17.1 (1.2)                        | −11.2 (11.8)                       | −10.0 (14.0)                       | −4.4 (24.1)                        | −2.3 (27.9)                        | −0.7 (30.7)                        | 2.8 (37.0)                         | 1.7 (35.1)                         | −0.6 (30.9)                        | −3.4 (25.9)                        | −10.4 (13.3)                       | −12.7 (9.1)                        | −17.1 (1.2)                        |
| 平均降水量 mm（）                  | 71.1 (2.80)                        | 47.2 (1.86)                        | 53.3 (2.10)                        | 46.3 (1.82)                        | 48.1 (1.89)                        | 57.3 (2.26)                        | 56.9 (2.24)                        | 64.6 (2.54)                        | 65.7 (2.59)                        | 82.0 (3.23)                        | 68.4 (2.69)                        | 61.2 (2.41)                        | 722.0 (28.43)                      |
| 月均日照時數                       | 53.6                               | 77.3                               | 116.2                              | 145.9                              | 191.2                              | 166.4                              | 174.3                              | 166.3                              | 126.0                              | 95.9                               | 69.8                               | 43.1                               | 1,426.3                            |
| 来源1：荷兰皇家气象研究所（KNMI）  |                                    |                                    |                                    |                                    |                                    |                                    |                                    |                                    |                                    |                                    |                                    |                                    |                                    |
| 来源2：英國氣象局（Met Office）    |                                    |                                    |                                    |                                    |                                    |                                    |                                    |                                    |                                    |                                    |                                    |                                    |                                    |

## 政治

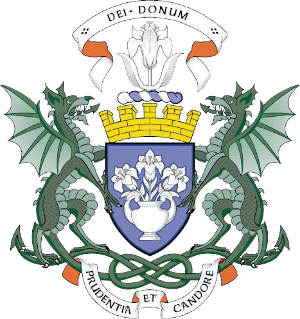
邓迪市盾徽

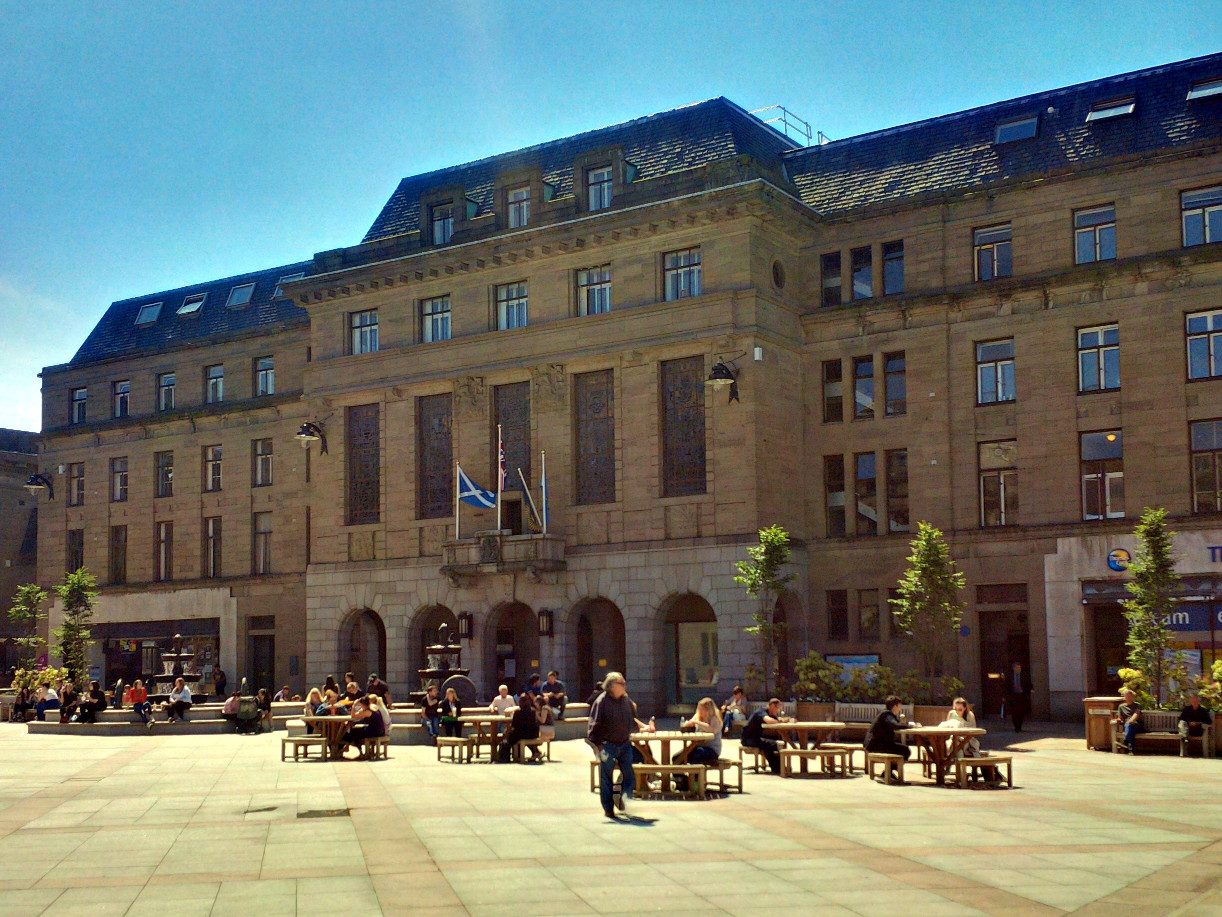
市政厅

邓迪市盾徽上有两句拉丁语：（上帝的礼物）和（理性和纯洁）。它们是该市的铭言。

### 地方议会
邓迪是苏格兰行政规划中的32个议会区之一。邓迪市地方议会由29名当选议员组成。地方议会通常每隔四年进行一次选举活动。最近的一次地方选举于2017年5月4日举行，苏格兰民族党占据14人的近半数议席。

### 苏格兰独立公投
2014年9月18日，苏格兰举行了独立公投，邓迪市有78.8%的投票率，其中57.3%的居民支持苏格兰从英国独立。最后的公投结果显示，只有4个议会区总体支持苏格兰独立，包括邓迪市、格拉斯哥市、北拉纳克郡和西邓巴顿郡。而邓迪市的独立支持率高居此次投票的32个议会区之首，成为最渴望苏格兰独立的地区。

## 经济

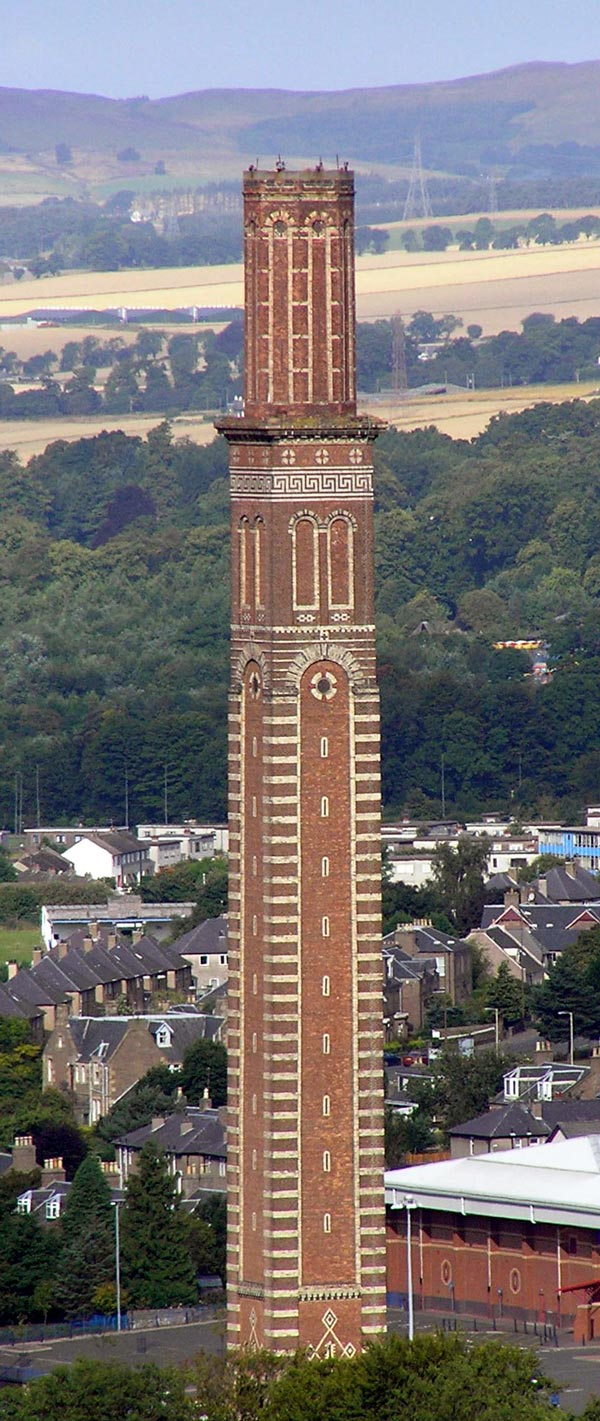
原黄麻工厂的烟囱

### 近代经济
20世纪之前，邓迪的经济以黄麻产业为主。二战结束后，邓迪的产业结构发生了巨大变化，电子高新技术产业逐渐占据市场。1945年底，美国电子公司NCR选择将邓迪作为其在英国的运营基地。主要原因是该市在二战中没有受到破坏，以及交通便利、日光照射时间长。到了20世纪60年代，NCR公司已经成为该市收银机和自动取款机的主要生产商。该公司还开发了用于收银机的磁条读取器，并生产了一批早期计算机。
之后有许多类似NCR的公司入驻邓迪，吸收了大量因产业结构变化而失业的工人。一家以邓迪为中心，生产和销售冰箱和旋转式干衣机的公司与摩飞电器合并，并迅速扩展，雇用了超过1000名本地员工。米其林轮胎也开始在邓迪建立工厂，大量招收失业工人。
20世纪80年代，造船厂的倒闭以及黄麻贸易的彻底消失造成了近1万个制造业岗位的流失。为了应对不断增长的失业率和经济状况的恶化，邓迪市于1984年1月成立了企业园区，吸引外商投资。1983年，第一台ZX82家用电脑在邓迪市出产。然而该公司将一座生产车间改造为超市的计划引起了工人的强烈不满。工人联合发起了长达六个月的罢工和静坐示威活动。1993年，该工厂被迫关闭。

### 当代经济
在2011-2015的五年期间，邓迪市注册企业数量从2655增加到3210个，增长率20.9％。该市的主要企业包括NHS泰赛德、邓迪市议会、邓迪大学、乐购、DC汤姆逊和英国电信。其他企业包括一些有限和私营公司，如NCR、米其林、英杰华集团、苏格兰皇家银行、阿斯达、斯巴超市、HBOS和德本汉姆等。
在2009年至2014年期间，邓迪市的信息通信产业、建筑业和制造业连续裁员，造成了每个行业约500个工作岗位的流失。相比之下，工商管理、职业技术与后台支援服务、高新科技产业的就业人数激增，在六年间增加了大约1000个全职工作岗位和300个兼职岗位。2015年，邓迪市全职员工周薪的中等水平为523.5英镑，其中男性为563.4英镑，女性451.8英镑。邓迪市所有员工的平均周薪从2000年的325英镑增加到了2015年的380英镑。
信息技术和电子游戏开发已成为该市的重要支柱产业。1984年，游戏开发公司Rockstar North在邓迪成立。1991年，该公司发行了智力游戏《百战小旅鼠》。1997年发行了《侠盗猎车手》系列。

## 人口
英国政府自1801年以来，每隔十年举行一次人口普查。2001年的结果显示，邓迪市常住人口145,663人。2011年增长到了147,268人。
《2017年苏格兰人口预测报告》显示，截至2017年6月底，邓迪市人口为148,710人，人口密度为2,486人每平方公里。从2007年到2017年的十年间，邓迪人口增长率为3.5%，低于苏格兰平均的4.9%。人口构成与苏格兰其他地区的情况大致相符，30至44岁年龄组占人口比例最高，约为20%。

### 方言
邓迪市常住居民中的绝大多数用英语交流，有30.6%的人会说苏格兰语。邓迪具有独特的方言口音，其中最明显的是单元音/ɛ/代替了双元音/ai/，如单词buy（买）粗体部分的读音。

### 移民
19世纪中叶，爱尔兰大饥荒爆发，成批的爱尔兰人逃到苏格兰，其中很大一部分人参与到了邓迪的黄麻工业中。在19世纪末到二战时期的欧洲反犹太主义浪潮下，大量犹太人移民到了苏格兰。2011年英国人口普查显示，邓迪的苏格兰人占总人口84.1%，亚裔及亚洲移民占总人口4%，波兰裔占1.4%。

## 文化

### 宗教信仰
2011年人口普查显示，邓迪市有25.3%的居民信仰苏格兰教会，18.3%信仰罗马天主教，40.8%无宗教信仰。

### 体育
邓迪市共有两支职业足球俱乐部，邓迪足球俱乐部和邓迪联足球俱乐部，它们是传统的敌对球队。两队的主场在同一条大街，相距仅200码（183米），是英国境内相距最近的两个职业足球俱乐部主场球场。

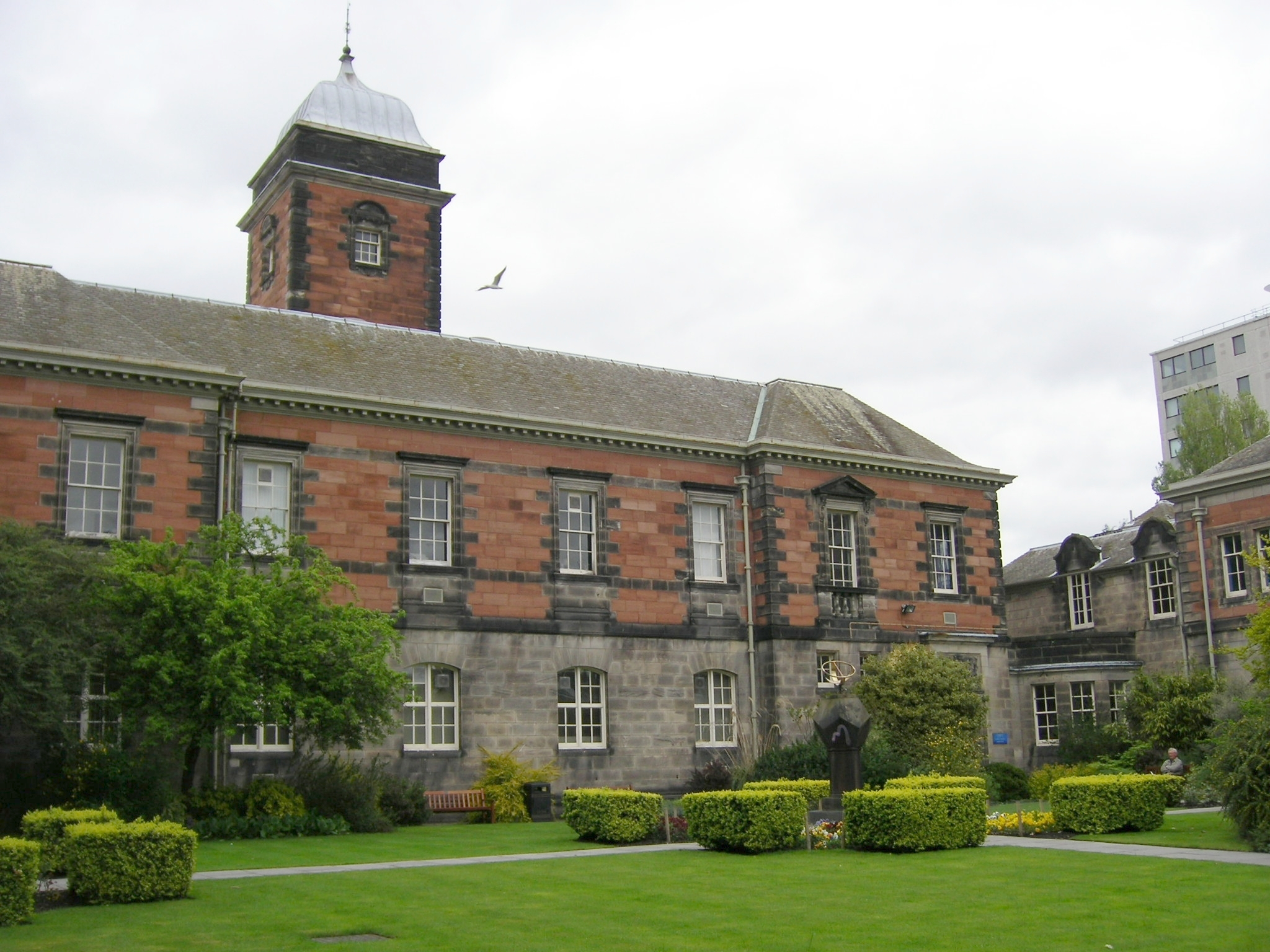
邓迪大学

## 教育
邓迪市有两所大学：邓迪大学和亚伯泰大学。除此之外，还有一所继续教育学院和一所教师培训学校。
亚伯泰大学的前身是1988年成立的邓迪理工学院。

## 交通
A90公路从邓迪北部穿过，向西连接珀斯，向北连接福弗爾和阿伯丁。

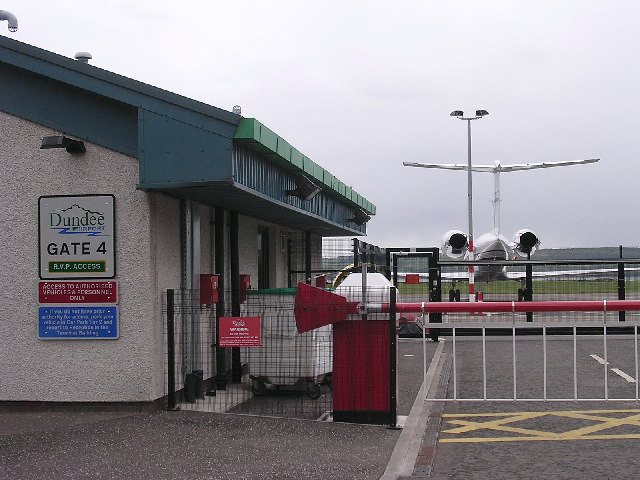
邓迪机场4号登机口

### 航空
邓迪机场位于泰湾岸边，远处是泰铁路桥，距离市中心3公里，距离城市南部海港以西0.5海里（0.93公里）。邓迪机场也是距离皇家古老高尔夫俱乐部所在地圣安德鲁斯最近的机场。该机场规模较小，大多数为小型飞机。附近的主要国际机场是距离邓迪市以南约95.3公里的爱丁堡机场。
由于燃料成本过高，邓迪机场飞往伯明翰机场和贝尔法斯特的航班已于2012年12月停止。弗莱比航空于2016年5月23日开通邓迪直飞荷兰阿姆斯特丹的国际航班。11月19日，该航线由于雷达覆盖范围不足被迫暂停。目前该机场只有洛根航空提供的伦敦斯坦斯特德机场往返航班。

## 友好城市

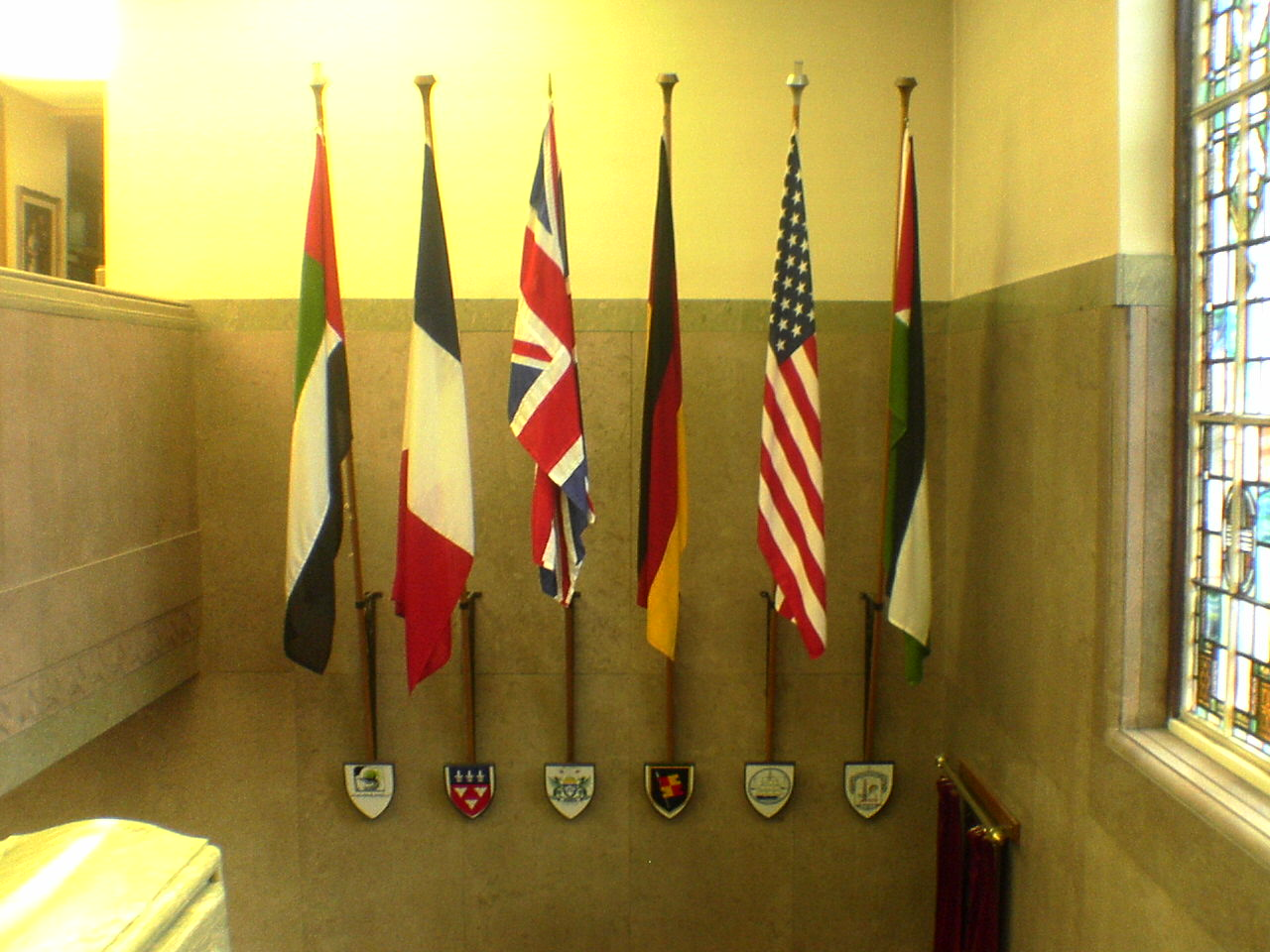
邓迪市政厅内陈列的友好城市国旗和图章

- 法國盧瓦雷省奥尔良（1946）[72]
- 扎達爾縣扎达尔（1959）[73]
- 美国維吉尼亞州亚历山德里亚（1962）[74]
- 德国巴伐利亞维尔茨堡（1962）[73]
- 巴勒斯坦納布盧斯省纳布卢斯（1980）[73]
- 阿联酋迪拜（2004）[75]
- 美国伊利诺伊州西邓迪（2013）[76]

2010年，邓迪市与中华人民共和国山东省德州市缔结了友好合作关系城市协定。

## 图集
- 1839年9月30日信件上的邓迪邮戳
- 19世纪末的邓迪港口
- 1906年火灾

- 街景
- 邓迪市全景图（2005年）
- 苏格兰黑卫士兵团雕塑

## 著名人物

### 出生
- 威廉·基德，船长、海盗[78]
- 威廉敏娜·弗莱明，女性天文学家
- 韓爾禮，植物学家、汉学家
- 克里斯·索耶，电脑游戏开发
- 比尔·罗斯科，计算机科学家
- 布莱恩·考克斯，演员
- 山姆·罗伯森，演员、模特
- 斯图尔特·霍西，政治家
- 查理·阿當，足球运动员
- 罗斯·瓦雷斯，足球运动员
- 富尔敦男爵约翰·富尔敦，大学行政人员、政治哲学学者

### 逝世
- 郭伯伟[79]

## 资料来源
- Barrow, G.W.S., , London: Eyre & Spottiswoode, 1965
- Barrow, G.W.S., , Kay, W.  (编), , Edinburgh: Mainstream Publishing: 19–32, 1990
- Barrow, G.W.S., , Barrow, G.W.S.  (编),  2, Edinburgh: Edinburgh University Press, 2003
- Cowan, Edward J., , Edinburgh: Canongate Books Ltd., 1995
- Cullen, Karen J.; Whatley, Christopher A.; Young, Mary, , McKean, Charles; Harris, Bob; Whatley, Christopher A.  (编), , Dundee: Dundee University Press: 57–83, 2009
- Devine, Thomas Martin; Lee, Clive Howard; Peden, G. C., , Edinburgh: Edinburgh University Press, 2005
- Huntford, Roland, , New York: Atheneum, 1986
- Jackson, Gordon; Kinnear, Kate, , Dundee: Abertay Historical Society, 1990
- Lenman, Bruce, , London: Eyre Methuen, 1980
- Lythe, S.G.E., , Abertay Historical Society Publication, 1958, 5  [2011-04-23], （原始内容存档于2020-08-01）
- Mackie, C., , Glasgow: Joseph Swan, 1836
- Mathew, William M ., , Dundee: Abertay Historical Society, 1998
- Mathewson, Allan,  (PDF), Proceedings of the Society of Antiquaries of Scotland, 1879, 13: 303–315  [2011-04-22], 原始内容存档于2009-03-27
- McKean, Charles; Swan, Claire; Archibald, Malcolm, , McKean, Charles; Harris, Bob; Whatley, Christopher A.  (编), , Dundee: Dundee University Press: 268–293, 2009
- Merriman, Marcus, , East Linton: Tuckwell Press, 2000
- Patrick, Derek J., , McKean, Charles; Harris, Bob; Whatley, Christopher A.  (编), , Dundee: Dundee University Press: 84–110, 2009
- Peel, M.C.; Finlayson, B.L.; McMahon, T.A.,  (PDF), Hydrology and Earth System Sciences, 2007, 11 (5): 1633–1644  [20 April 2011], doi:10.5194/hess-11-1633-2007, （原始内容存档 (PDF)于2013-02-09）
- Reid, Stuart, , Edinburgh: The Mercat Press, 1990
- Roul, Chhabilendra, , New Delhi: Northern Book Centre, 2009  [2011-04-22], ISBN 978-81-7211-274-5, （原始内容存档于2020-08-01）
- Stewart, Gordon Thomas, , Manchester: Manchester University Press, 1998  [2011-04-22], ISBN 978-0-7190-5439-6, （原始内容存档于2020-08-01）
- Stewart, Gordon, , Tomlinson, Jim; Whatley, Christopher A. Whatley  (编), , Dundee: Dundee University Press: 29–51, 2011
- Turnock, David, , Cambridge: Cambridge University Press, 1982  [2011-04-21], ISBN 978-0-521-89229-2, （原始内容存档于2020-08-01）
- Whatley, Christopher, , Kay, W.  (编), , Edinburgh: Mainstream Publishing: 33–50, 1990

## 外部連結
- （中文）邓迪华人社区 （页面存档备份，存于）
- （中文）邓迪大学中文网站 （页面存档备份，存于）
- （英文）2014年邓迪入选联合国教科文组织“设计之城”的宣传片 （页面存档备份，存于）
- （英文）邓迪市内交通线路查询
- （英文）邓迪机场官方网站 （页面存档备份，存于）
- （英文）邓迪方言的特征 （页面存档备份，存于）
- （英文）邓迪高尔夫球网站 （页面存档备份，存于）
- （英文）维多利亚和阿尔伯特博物馆邓迪分馆官方网站 （页面存档备份，存于）
- （英文）RRS发现号官方网站 （页面存档备份，存于）